# Vasco Carvalho de Toledo
Vasco Carvalho de Toledo (Bananeiras, 26 de outubro de 1901 —  Joao Pessoa , Paraíba , 1992) foi um político brasileiro. Exerceu o mandato de deputado classista constituinte em 1934.

## Vida Pessoal
Filho do  Desembargador Joaquim Eloy Vasco de Toledo e de Maria Gabinio de  Carvalho  Toledo, estudou no Liceu Paraibano, ingressando após sua conclusão na Escola de Odontologia de Pernambuco, curso o qual não terminou.
Ao longo de sua vida, trabalhou na Companhia Nacional de Navegação Costeira, na The Texas Company e na E. Gérson e Companhia. Além disso, foi professor na Academia de Comércio Epitácio Pessoa, e presidente da Associação dos Empregados do Comércio da Paraíba.

## Carreira Política
Vasco Carvalho de Toledo foi um dos fundadores do Sindicato dos Auxiliares do Comércio de João Pessoa. Também foi militante pelo Partido Republicano da Paraíba para promover a candidatura de Nino Peçanha à presidência da República entre 1921 e 1922, em oposição a Artur Bernardes, eleito em março de 1922. 

Após a Revolução de 1930, foi eleito Deputado Classista para Assembleia Constituinte. em 1933. Após sua eleição, como representante dos empregados, passou a integrar a Comissão Constitucional, que servia para estudar as preparações do projeto da Constituição e as emendas a ele apresentadas. Nos debates, defendeu a unidade e autonomia sindical, além da inclusão de diversas reivindicações dos trabalhadores no texto da Carta Magna. Entre elas, o direito à greve pacífica e a liberdade da organização sindical. No entanto, teve sua proposta rejeitada, e em seu lugar foi aprovada pela Assembléia a emenda de Ranulfo Pinheiro Lima, a favor do pluralismo sindical. Após a promulgação da Constituinte e a eleição de Getúlio Vargas para presidente da República em 1934, teve seu mandato prorrogado até maio de 1935.    